# Университет Андхра
Университет Андхра (IAST: Āndhra Vişvakalāpariṣhat) — государственный университет, расположенный в Вишакхапатнаме, штат Андхра-Прадеш, Индия. Основан у 1926 году.

## История
Король Викрам Део Верма, махараджа Джейпора, был одним из крупнейших спонсоров университета. Он пожертвовал землю и два миллиона рупий на создание университета. Кроме того, он ежегодно предоставлял университету ₹1 лакх вон в период с 1930-х по 1940-е годы Король был удостоен степени почетного доктора университета. Джайпурский технологический и научный колледж в университете Андхра был основан махараджей Викрамом Део.

## Эмблема университета
Эмблема университета разработана Шри Ковтой Раммоханом Шастри под руководством Каттаманчи Рамалинги Редди. Восходящее солнце представляет собой сам университет, а лучи света представляют его учебные факультеты. Лотос — местопребывание богини Лакшми (процветания) и Сарасвати (знания). Свастика является символом благословения. Океан — обширная область знаний. Две змеи представляют искателей и хранителей мудрости.

## Структура
- Колледж искусств и торговли Университета Андхра (основан в 1931 г.)[8]
- Инженерный колледж Университета Андхра (основан в 1955 г.)
- Инженерный колледж для женщин Университета Андхра (основан в 2010 г.)
- Юридический колледж Университета Андхра (основан в 1945 г.)
- Университетский колледж фармацевтических наук Андхра (основан в 1951 г.)
- Университетский колледж науки и технологий Андхра (основан в 1931 г.)
- Школа дистанционного обучения Университета Андхра (основана в 1972 г.)[9]

## Рейтинги
Университет Андхра занял 1001+ место в мире в рейтинге университетов мира по версии Times Higher Education за 2020 год и 351—400 место в Азии. В рейтинге университетов мира QS за 2020 год он занял 351—400 место в Азии. Он занял 36 место в Индии в целом по Национальной структуре институционального рейтинга в 2020 году и 19-е место среди университетов.

## Известные выпускники
- Венкайя Найду, вице-президент Индии
- Сатья Н. Атлури, (1959—1963), награждён Падма бхушан в 2013 году в области науки и техники (машиностроение).
- Камбхампати Хари Бабу, инженер по электронике и связи, член 16 созыва Лок сабха[10]
- Ganti Mohana Chandra Balayogi, 12-й спикер Лок Сабха (нижняя палата парламента Индии).
- Нили Бендапуди, 18-й президент Университета Луисвилля в Луисвилле, Кентукки, США, избранный президент Университета штата Пенсильвания
- Джасти Челамесвар, судья Верховного суда
- Б. М. Чоудари, химик-неорганик, лауреат индийской научной награды Шанти Сваруп Бхатнагар (англ.)
- Ундурти Нарасимха Дас, иммунолог, лауреат Шанти Сваруп Бхатнагар
- Кунчитападам Гопалан, геохронолог, лауреат Шанти Сваруп Бхатнагар
- Ченнупати Джагадиш, прикладная физика 1977—1980, кавалер Ордена Австралии.
- Пилли Альфред Джеймс, государственный администратор
- Самбасив Рао Косараджу, информатик (1959—1964), предложил алгоритма Косараджу, который находит сильносвязные компоненты ориентированного графа.
- Коллуру Шри Кришна, геофизик, лауреат Шанти Сваруп Бхатнагар
- Ипсита Пати, филантроп и актриса Болливуда.
- К. Падманабхая, бывший секретарь Министерства внутренних дел, правительство Индии
- Н. С. Рагхаван, электротехника, 1959—1964, соучредитель Infosys.
- Анумолу Рамакришна, бывший заместитель управляющего директора Larsen & Toubro, награждён Падма бхушан
- B.L.S. Пракаса Рао, статистик, лауреат Шанти Сваруп Бхатнагар и научный сотрудник Национального научного фонда США[11]
- Барри Рамачандра Рао, космический физик, лауреат Шанти Сварупа Бхатнагара
- Ч. Р. Рао, статистик, лауреат Национальной научной медали США[12]
- GSR Subba Rao, химик натуральных продуктов, лауреат Shanti Swarup Bhatnagar
- Грандхи Малликарджуна Рао, инженер-механик, основатель и председатель GMR Group, инфраструктурного предприятия
- Ниламраджу Ганга Прасада Рао, селекционер, широко известный как «отец гибридного сорго», получатель Шанти Сваруп Бхатнагар.
- Дайя Сагар, геоинженерия (1988—1994), единственный азиатский лауреат премии Жоржа Матерона за чтение лекций от Международной ассоциации математических наук о земле.
- БЛК Сомаяджулу, геохимик, лауреат Шанти Сваруп Бхатнагар
- Адусумилли Шрикришна, химик-органик, лауреат Шанти Сваруп Бхатнагар
- Тривикрам Шринивас, магистр ядерной физики, кинорежиссёр.
- Рагху Рама Кришна Раджу, член парламента 17-го Лок Сабха[13]
- Дуввури Суббарао, экономист и бывший управляющий Резервного банка Индии[14]
- Варанаси Субраманьям, индийский маоистский политик
- П. Сушила, индийская певица, связанная с южноиндийским кинематографом.
- Шринивасан Варадараджан, химик, награждён Падма бхушан